# Segude
Segude é uma povoação portuguesa sede da Freguesia de Segude do Município de Monção, freguesia com 2,56 km² de área e 320 habitantes (censo de 2021), tendo, por isso, uma densidade populacional de 125 hab./km².
Pertenceu ao antigo concelho de Valadares até 1855.

## Demografia
A população registada nos censos foi:
| Distribuição da População por Grupos Etários | Distribuição da População por Grupos Etários | Distribuição da População por Grupos Etários | Distribuição da População por Grupos Etários | Distribuição da População por Grupos Etários |
| -------------------------------------------- | -------------------------------------------- | -------------------------------------------- | -------------------------------------------- | -------------------------------------------- |
| Ano                                          | 0-14 Anos                                    | 15-24 Anos                                   | 25-64 Anos                                   | > 65 Anos                                    |
| 2001                                         | 42                                           | 66                                           | 192                                          | 89                                           |
| 2011                                         | 35                                           | 24                                           | 197                                          | 100                                          |
| 2021                                         | 31                                           | 23                                           | 161                                          | 105                                          |